# Dasyprocta leporina
Dasyprocta leporina är en däggdjursart som först beskrevs av Carl von Linné 1758.  Dasyprocta leporina ingår i släktet agutier och familjen guldharar. Inga underarter finns listade i Catalogue of Life. Wilson & Reeder (2005) skiljer mellan 8 underarter.

## Utseende
Denna gnagare når en kroppslängd (huvud och bål) av 47 till 65 cm, en svanslängd av 1 till 3 cm och en vikt av 2,1 till 5,9 kg. Bakfötterna är 11,8 till 14,8 cm långa och öronen är 4 till 5 cm stora. Ovansidans främre del är täckt av päls med varierande färg och på bakdelen är pälsen orangegul till mörkröd. Typiska är hår med olivgröna avsnitt på huvudet och på frambenen som ger ett spräcklig utseende. På andra delar av ovansidan har håren orangegula och bruna eller svarta band. Stjärtens hår är långa och de bildar en tvärliggande kam. De svarta och styva morrhåren sträcker sig fram till öronen. Dessutom kännetecknas huvudet av ganska stora ögon, av nästan nakna och avrundade öron samt av en naken haka. Undersidan är täckt av orangebrun päls, ibland med en vitaktig längsgående strimma i mitten.
Exemplar på Trinidad och Tobago är mindre och har främst en mörkbrun päls.

## Utbredning
Arten förekommer i regionen Guyana samt i angränsande regioner av Venezuela, Colombia och Brasilien. Habitatet utgörs av olika slags skogar.
Dasyprocta leporina introducerades på flera av Små Antillerna som Dominica, Grenada och Amerikanska Jungfruöarna.

## Ekologi
Djuret är allmänt dagaktiv och det letar främst på morgonen samt under kvällen efter föda. Arten äter olika växtdelar som hamnade på marken. Till exempel frukter, frön, blad och blommor. Ibland kompletteras födan med animaliska ämnen. Ofta skapas ett förråd vid viloplatsen. I reviret som har en diameter av cirka 200 meter lever ett monogamt par med sina ungar. Äldre ungdjur bildar ibland mindre flockar med upp till tre medlemmar. Honan har oftast under den torra perioden en kull men ibland föds ungarna under andra årstider. Efter 110 till 112 dagar dräktighet föds upp till tre ungar per kull. Ungarna är vid födelsen väl utvecklade. De har redan päls och öppna ögon.

## Dasyprocta leporinaoch människor
När arten hämtar födan från odlade områden betraktas den som skadedjur. Å andra sidan är den viktig för växternas fröspridning. I några regioner jagas Dasyprocta leporina för köttets skull. Djuret drabbas av många parasiter som kan överföras till andra djur.
Inga hot för beståndet är kända. IUCN kategoriserar arten globalt som livskraftig.

## Bildgalleri

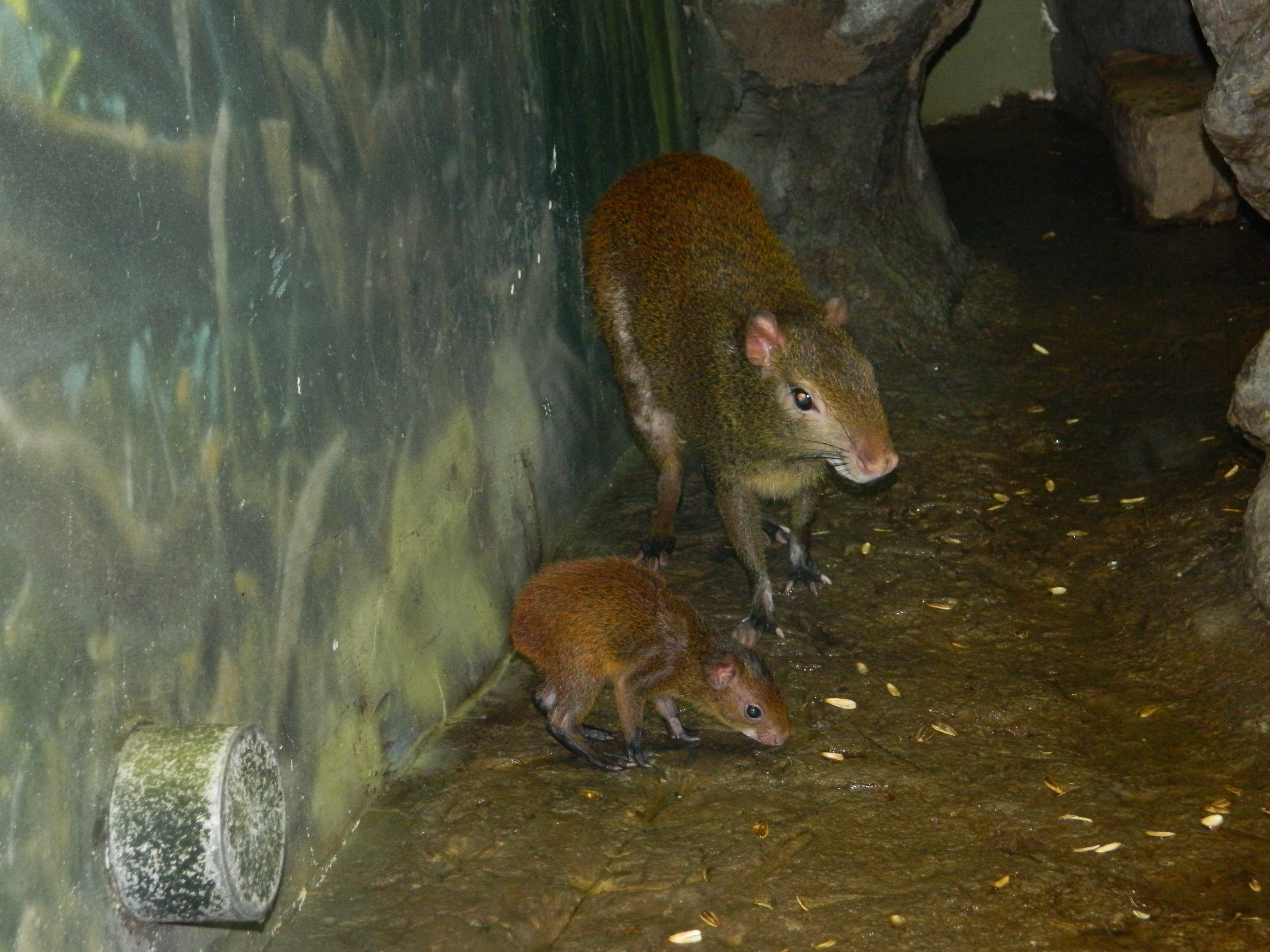
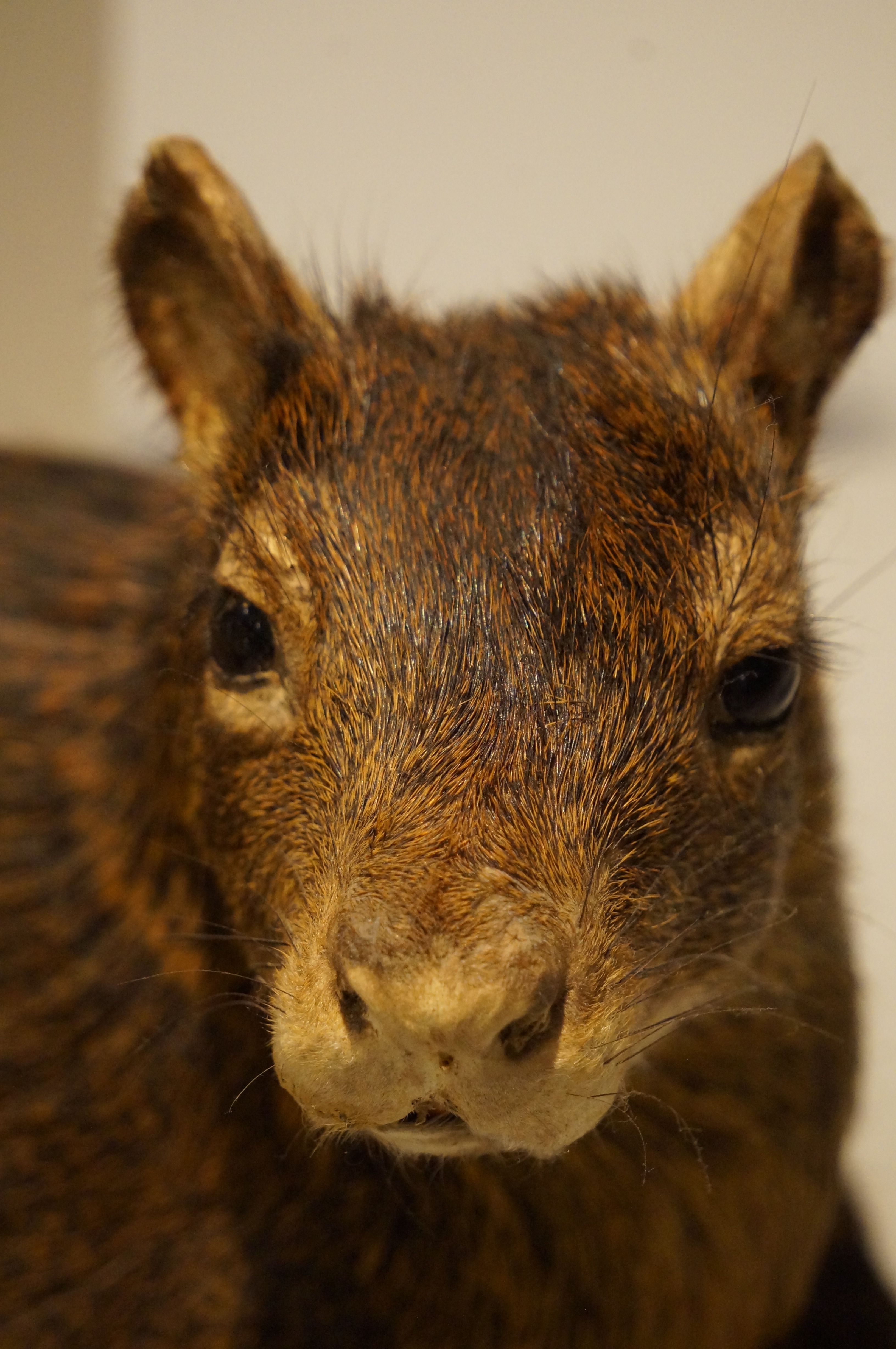
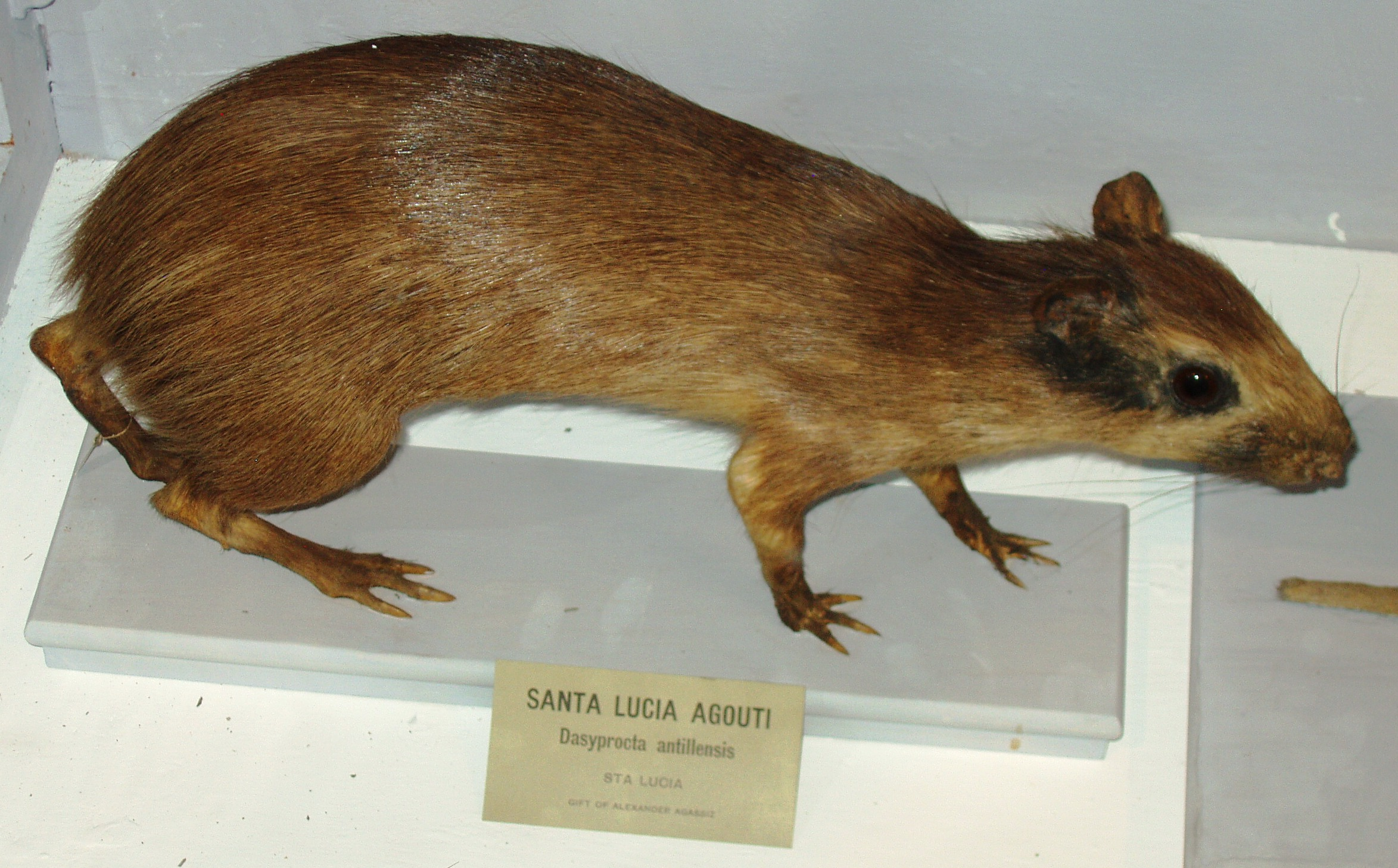